# Frank Seelhoff
Frank Seelhoff (* 20. November 1963 in Kamen, Nordrhein-Westfalen) ist ein deutscher Diplom-Verwaltungswirt (FH) und Laiendarsteller.

## Leben und Leistungen
Frank Seelhoff besuchte die Gesamtschule in Kamen, an der er 1983 sein Abitur ablegte. Anschließend studierte er Öffentliches Recht an der Fachhochschule für Öffentliche Verwaltung, Gelsenkirchen – Außenstelle Dortmund. Hier machte er den Abschluss als Diplom-Verwaltungswirt (FH). Danach schlug er die Offizierslaufbahn ein und wurde Offizier der Feldjägertruppe. Sein derzeitiger Dienstgrad ist Oberstleutnant der Reserve. In München arbeitet er als Reservestabsoffizier auch im Bereich der Zivil-Militärischen-Zusammenarbeit.
Seit dem Start der pseudo-dokumentarischen Gerichtsshow Richter Alexander Hold im Jahr 2001 bei Sat.1 spielte er die Rolle des Justizwachtmeisters. 2004 war Seelhoff bei der Show Ottis Wiesn Hits mit anderen Schauspielern von Richter Alexander Hold zu sehen. 2013 bis 2017 war er als Mitarbeiter von Alexander Hold in der Scripted-Reality-Serie Im Namen der Gerechtigkeit – Wir kämpfen für Sie! in Sat. 1 zu sehen.
Heute lebt Frank Seelhoff in München und arbeitet neben seiner Schauspielerei als selbstständiger Hausverwalter und Projektentwickler im Immobilienbereich.

## Filmografie (Auswahl)
- 2001–2013: Richter Alexander Hold (Dauerrolle)
- 2004: Lautlos
- 2007: Lenßen & Partner (Gastrolle)
- 2013–2016: Im Namen der Gerechtigkeit – Wir kämpfen für Sie! (Dauerrolle)